# 張石川
張 石川（ちょう せきせん、簡体字中国語: 张 石川、チャン・シーチュアン、1889 - 1953年または1890 - 1954年）は中国の実業家、映画監督、映画プロデューサー。「中国映画の父」とも呼ばれる。鄭正秋と共に1913年、中国初のフィーチャー映画『難夫難妻』を製作し、1922年には明星影片公司を共同設立。張の指揮の下、中国最大の映画製作会社に成長させた。
張は約150の映画で監督を務め、代表作に『労工之愛情』(1922年、現存する完成作品としては最古の中国映画)、『孤児救祖記』（1923年、中国最初のヒット作の一つ）、『火焼紅蓮寺』（1928年、初の武侠映画）、『歌女紅牡丹』（1931年、中国初のトーキー）。
第二次上海事変（1937年）で明星影片公司のスタジオが日本軍の爆撃に遭った後は、日本占領下の上海で中華聯合電影公司（中聯）の映画製作に携わる。このことで、日本の降伏後に反逆者とみなされ、名誉回復を待たずに1953年か1954年に亡くなった。

## 生い立ち
浙江省寧波市北侖区で「張偉通」として生まれる。「石川」は字。16歳の時に蚕商人の父・張和巨が亡くなり、学校を辞めて上海に移り母方のおじで買弁の経潤山と暮らす。上海では日中にアメリカ資本の会社で働き、夜に英語を勉強する生活をしていた。

## 初期のベンチャー
1913年、上海で亜細亜影戯公司を買収したヤシェル（Yashell）とシュフュール（Suffert）という2人のアメリカ人が張にコンサルタントになるよう依頼。張は映画製作の経験がないにもかかわらず、同社の業務を引き継いだ。有名な脚本家の鄭正秋に援助を求め、2人は同社の映画を作るため新会社を共同設立し、まもなく中国最初のフィーチャー映画『難夫難妻』を製作した。しかし第一次世界大戦の勃発後、ドイツのフィルムストック供給が止まり、亜細亜影戯公司と新会社は倒産。張のおじが亡くなり、張は家族の遊園地を経営するよう、おばから頼まれた。
1916年、上海でアメリカのフィルムストックが使えるようになると、張は幻仙公司を設立し、舞台を脚色した『黒籍冤魂』を製作したが、まもなく同公司をたたむことに。遊園地経営に戻り、遊園地も1920年には売却される。

## 明星影片公司
1922年、張と鄭正秋は周剣雲、鄭鷓鴣、任矜萍と共に明星影片公司を設立する。張は西洋に影響されたビジネスマンとして利益を最重視した。この点で鄭は、社会変革や道徳啓発における映画の役割に重きを置く貴族階級出身の脚本家であり、張と立場を異にする。この会社の初期の映画は『滑稽大王游滬記』（1922年）のように主に娯楽重視だったが、張はしばしば鄭の教訓主義的な映画も撮っている（1923年の『孤児救祖記』など）。張の『火焼紅蓮寺』（1928年）が驚くべきヒットとなり、その後の3年間で17もの続編を作った。同作は武侠映画の始まりとなり、競合他者も類似作品を立て続けに作った。
1928年、明星は株式会社となり、政府に株式公開の登録をした。張は17年間にわたり社長と映画監督を務め、会社は中国最大の映画製作会社となった。張は1931年、洪深の協力の下、中国初のトーキー映画『歌女紅牡丹』を監督した。
1930年前半、満州事変や第一次上海事変は中国内で国家の危機との意識をもたらした。張による経営下の明星は左派に転向。左翼的な作家を多数雇い、彼らは『脂粉市場』（1933年）、『圧歳銭』（1937年）などの作品の脚本を書いた。
1937年秋、第二次上海事変が勃発し日本軍が上海を占領。明星のスタジオは日本軍の爆撃で壊滅した。張はいくつかの設備を持ち出し国華影片公司に参加したが、明星が再起することはなかった。

## 日本による占領とその余波
1941年、太平洋戦争が開戦すると日本は上海共同租界をイギリス、アメリカから引き継ぎ、上海で残っていた映画スタジオは、日本の影響下にある中華聯合電影公司（中聯）に統合された。張は同社に、支部の経営者や監督として携わった。
第二次世界大戦終戦で日本が降伏した後、張は、公式な告発こそ受けなかったが、対日協力を反逆行為と糾弾された。一時的に香港の大中華影業公司や、上海の大同影業公司で働いたが、漢奸（裏切り者）との屈辱的なレッテルが崩れることはなく、1953年か1954年、64歳の時、上海で亡くなった。

## 功績
張は中国映画の父の一人と言われている。彼は約150の映画で監督を務めた。
明星影片公司は張の指揮の下、中国で最大かつ最も影響のある映画スタジオになった。多くの著名な監督や脚本家が輩出し、その中には洪深、程歩高、夏衍、欧陽予倩、沈西苓、蔡楚生らがいる。

## 作品
- 1913年
  - 打城隍
  - 滑稽愛情
  - 難夫難妻（英語版）
  - 活無常
- 1916年 黒籍冤魂
- 1922年
  - 労工之愛情（英語版）
  - 張欣生（改題：報応昭彰）
  - 滑稽大王游滬記
- 1923年 孤児救祖記
- 1924年
  - 苦児弱女
  - 誘婚
  - 玉梨魂
- 1925年 
  - 可憐的閨女
  - 小朋友
  - 最後之良心
  - 上海一婦人
  - 空谷蘭
  - 盲孤女
- 1926年 
  - 無名英雄
  - 好男児
- 1927年 山東馬永貞
- 1928年
  - 火焼紅蓮寺（英語版） （1931年まで継続、1935年に1部追加し19部作）
  - 少奶奶的扇子
  - 白雲塔
  - 大侠復仇記（2部作）
  - 蔡状元建造洛陽橋
  - 一脚踢出去
  - 離婚
- 1931年 歌女紅牡丹（中国語版）
- 1932年 啼笑姻縁
- 1933年 脂粉市場
- 1934年 女児経
- 1936年 海棠紅
- 1937年 圧歳銭
- 1939年 
  - 李阿毛与唐小姐
  - 李三娘
- 1940年 西廂記
- 1942年 燕帰来
- 1943年 芳草碧血
- 1944年 英雄美人
- 1946年 長相思
- 1948年 乱世的女性